# PocketBook

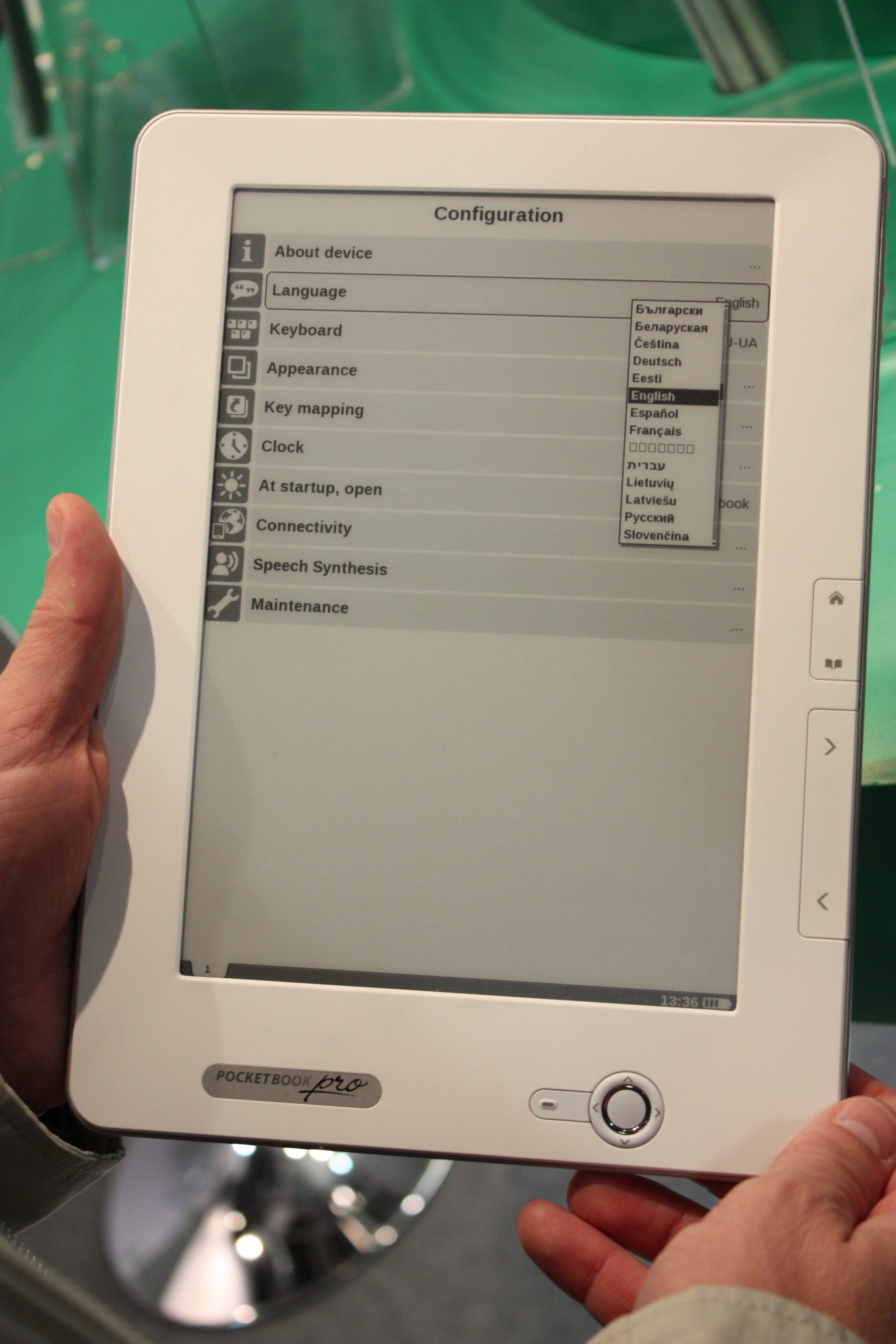
9,7" PocketBook Pro 902/903

PocketBook ist eine Marke für elektronische Lesegeräte (E-Book-Reader) des international tätigen Unternehmens PocketBook International S.A.

## Hersteller
PocketBook Reader werden von PocketBook International hergestellt, einer in der Schweiz (Lugano) ansässigen multinationalen Firma. Das Hauptquartier in den USA liegt in Overland Park, in der Metropolregion Kansas City in Kansas. Das deutsche Tochterunternehmen PocketBook Readers GmbH wurde 2009 gegründet und sitzt im sächsischen Radebeul. Die Geräte werden bei Foxconn in Taiwan gefertigt.
PocketBook gehört zu den weltweit führenden Herstellern von E-Book-Readern. Bis August 2012 wurden insgesamt 1,5 Mio. Geräte produziert und in mehr als 24 Ländern verkauft. PocketBooks sind die populärsten elektronischen Lesegeräte in den Nachfolgestaaten der UdSSR und gehören zu den fünf verkaufsstärksten Marken der Branche in Westeuropa, für Deutschland strebt man 25 % Marktanteil an.
Das Unternehmen betrieb mit bookland.com (vormals obreey.com) einen E-Book-Store, der auch Tausende deutsche E-Books enthielt.

## Geschichte
Die „Ukrainian Printing Group“ und „MOST Publishing House“ begründeten 2007 die Marke PocketBook. Der erste internationale Messeauftritt des PocketBook war auf der Internationalen Funkausstellung 2009.
Das erste PocketBook wurde September 2008 im ukrainischen und russischen Markt eingeführt. Es handelte sich dabei um das PocketBook 301. Das PocketBook 360° wurde erstmals im August 2009 verkauft. Auf dem deutschen Markt sind beide Modelle seit dem 2. Dezember 2009 zu erwerben. Im Februar 2010 ist das 302 auf den Markt gekommen, das zusätzlich über einen Touchscreen und WLAN verfügt.
Ab November 2010 sind in Deutschland zusätzlich die Modelle PocketBook Pro 603 und 903 erhältlich, die mit einem dazugehörigen Stift über den induktiven Touchscreen bedient werden können, und die Modelle PocketBook Pro 602 und 902, die über keinen Touchscreen verfügen. Mit dem PocketBook Touch 622 (lieferbar seit Ende 2011) wird ein Reader mit kapazitivem Touchscreen inklusive WLAN angeboten.

## Modellgeschichte ab 2013
2013: Pocketbook Touch Lux. Seit Juni 2013 ist mit dem Pocketbook Touch Lux ein 6" E-Ink-Reader mit zuschaltbarer LED-Vordergrundbeleuchtung lieferbar.
2013: PocketBook Color Lux. Der 8" PocketBook Color Lux ist der erste E-Book-Reader mit einem E-Ink-Farbdisplay.
2013: PocketBook Touch Lux 2. Der 6" PocketBook Touch Lux 2 ist der Nachfolger des Touch Lux (intern auch 623 bezeichnet). Bei dem Nachfolger wurde der Arbeitsspeicher von 128 MB auf 256 MB erweitert. Zusätzlich bekam der Touch Lux 2 einen schnelleren Prozessor. Der Touch Lux 2 (Typenbezeichnung 626) wird ohne die in den bisherigen PocketBooks inkludierten Audio-Funktionen ausgeliefert.
2014: PocketBook Aqua. Mit dem im August 2014 erschienene wasserdichten 6" PocketBook Aqua hat PocketBook als erster Hersteller einen wasserdichten und staubgeschützten Reader im Programm. Technische Daten: 1-GHz-Prozessor mit 256 MB Arbeitsspeicher, 6 Zoll E Ink Pearl Display, 4 Gigabyte interner Speicher, WLAN, Touch, Tasten. Das Gerät hat keine Beleuchtung und keinen Kartenslot.
2014: PocketBook Ultra. Der PocketBook Ultra ist als erster Reader überhaupt mit Kamera (5-Megapixel-Kamera mit Autofocus und LED-Blitz) ausgestattet. Für fotografierten Text verfügt das Gerät über eine OCR-App, um den Text in ein editierbares Format umzuwandeln. Der Reader ist mit einem 6" Display der neuesten Generation vom Typ E Ink Carta™ mit einer HD-Auflösung von 1024 × 758 Pixel, 212 dpi ausgestattet.
2014: PocketBook Sense. Der PocketBook Sense ist mit einem 6" E Ink Pearl Display mit HD-Auflösung von 1024×758 Pixel bei 212 dpi sowie einer Frontlight-Funktion ausgestattet. Der eingebaute Lichtsensor passt die Beleuchtung automatisch der Umgebungshelligkeit an, er wird mit einem von der Modefirma KENZO gestalteten Cover geliefert. Technische Daten: 1GHz-Prozessor mit 256 MB Arbeitsspeicher, 6 Zoll E Ink Pearl Display, 4 Gigabyte interner Speicher, WLAN, Touch Blättertasten, SD-Kartenslot.
2014: PocketBook InkPad. Das 8-Zoll-Gerät ist mit einem E Ink Pearl Display mit HD-Auflösung von 1600 × 1200 Pixel bei 250 dpi sowie einer Frontlight-Funktion ausgestattet. Technische Daten: 1 GHz-Prozessor mit 512 MB Arbeitsspeicher, E Ink Pearl Display, 4 Gigabyte interner Speicher, WLAN, Touch, Blättertasten, SD-Kartenslot, Text-to-Speech-Funktion, Audiobuchse, Bildschirmmaterial Glas, Abmessung 195,5 х 162,8 х 7,3 mm.
2015: PocketBook Touch Lux 3. Das Nachfolgemodell des PocketBook Touch Lux 2 besitzt ein E Ink-Carta-Display und eine HD-Auflösung mit 1024 × 758 Pixeln.
2016: PocketBook Touch HD Das Nachfolgemodell des PocketBook Touch Lux 3 besitzt trotz gleicher Baugröße eine, im Vergleich zum Vorgängermodell, noch höhere HD-Auflösung mit 1072 × 1448 Pixeln (300 dpi) und ist in der technischen Ausstattung z. T. sogar noch etwas besser als das PocketBook InkPad (1 GHz-Prozessor mit 512 MB Arbeitsspeicher, E Ink-Carta-Display, 8 Gigabyte interner Speicher, WLAN, Touch, Blättertasten, SD-Kartenslot, Text-to-Speech-Funktion, Audiobuchse). Trotz der fehlenden Bezeichnung „Lux“ im Modellnamen ist eine Displaybeleuchtung wie beim Vorgängermodell vorhanden.
2017: PocketBook Touch HD 2 Das Nachfolgemodell des PocketBook Touch HD besitzt die gleiche Ausstattung wie das Vorgängermodell, jedoch kommt eine SMARTlight genannte Regelung der Farbtemperatur hinzu.
2017: PocketBook Aqua 2
2018: PocketBook Basic 2
2018: PocketBook Touch Lux 4
2018: PocketBook Touch HD 3
2018: PocketBook InkPad 3
2019: PocketBook InkPad 3 Pro
2019: PocketBook InkPad X
2020: PocketBook Touch Lux 5 Wie beim Vorgänger PocketBook Touch Lux 4 besitzt das Einsteigergerät PocketBook Touch Lux 5 ein E-Ink-Carta-Display in einer Größe von 6 Zoll bei einer Auflösung von 758 × 1024 Pixeln. Neu ist die integrierte SMARTLight-Technologie, die zuvor nur bei höherpreisigen Modellen zum Einsatz kam. Damit lässt sich die Farbtemperatur der Bildschirmbeleuchtung automatisch oder manuell anpassen, um den Blaulichtanteil zu reduzieren. Es kommt ein Dual-Core-Prozessor mit einer Taktfrequenz von 1 GHz zum Einsatz, der interne Speicher umfasst 8 GB und kann mit einer microSD-Karte um bis zu 32 GB erweitert werden.
2020: PocketBook Color Zum ersten Mal seit dem 2013 vorgestellten PocketBook Color Lux wurde ein neues Modell mit einem Farbdisplay der Firma E-Ink vorgestellt. Dabei kommt die erst im Dezember 2019 vorgestellte Technologie „Kaleido“ zum Einsatz. Dadurch kann der Bildschirm neben den üblichen 16 Graustufen auch 4096 Farben darstellen. Die Auflösung beträgt dabei 300dpi für Graustufen und 100dpi für Farbe. Das Gehäuse ähnelt dem des PocketBook Touch Lux 5, es handelt sich um einen 6-Zoll-Bildschirm, am unteren Rand befinden sich vier Navigationstasten.
Es kommt ein Dual-Core-Prozessor mit einer Taktfrequenz von 1 GHz gepaart mit 1 GB Arbeitsspeicher zum Einsatz, zum Speichern von E-Books stehen 16 GB interner Speicherplatz zur Verfügung, welcher mit einer Micro-SD-Karte um bis zu 32 GB erweitert werden kann. Neben der Darstellung von Texten unterstützt das Gerät auch die Audioausgabe über Bluetooth oder einen Audioadapter, z. B. zur Wiedergabe von Hörbüchern oder einer Vorlesefunktion. Dafür wurde die bei anderen Geräten integrierte SMARTLight-Funktion zur Anpassung der Farbtemperatur ausgespart.

## Technische Daten
Die PocketBook-Reihe arbeitet mit diversen Formaten, mit den meisten Geräten können auch Hörbücher gehört und Musik im MP3-Format abgespielt werden: Neben dem EPUB-Format (inklusive DRM-Unterstützung) lesen die Geräte auch PDF (auch mit DRM), RTF, ASCII-Text, HTML, FB2 (FB2.zip), CHM, DjVu, MOBI sowie CBZ und CBR. Zusätzlich werden noch die Bildformate JPEG, BMP, PNG, TIFF unterstützt. Auch RSS-Web-Feeds können auf den Geräten angezeigt werden. Viele Modelle unterstützen zusätzlich das MP3-Format. Das PocketBook setzt als Basis Open-Source-Software ein, das Betriebssystem basiert auf Linux. Große Teile des Systems stehen aber nur als ausführbare Dateien ohne Möglichkeit der Änderung zur Verfügung.
|                          | PocketBook 360°               | PocketBook 301                 | PocketBook 302                 | PocketBook Pro 602       | PocketBook Pro 603           | PocketBook Pro 902         | PocketBook Pro 903           | PocketBook Touch 622 | PocketBook Touch Lux (623) | PocketBook Touch Lux 2 (626) | PocketBook Touch Lux 3 (auch 626) | PocketBook Touch Lux 4 (auch 627)                                                                  | PocketBook Touch HD (631)                                                                              | PocketBook Touch HD 2 (auch 631)                                                                       | PocketBook Touch HD 3                                                                                    | PocketBook InkPad 3 Pro |
| ------------------------ | ----------------------------- | ------------------------------ | ------------------------------ | ------------------------ | ---------------------------- | -------------------------- | ---------------------------- | --- | --- | --- | --- | -------------------------------------------------------------------------------------------------- | --- | --- | --- | --- |
| Abmessungen              | 118 х 140 х 12 mm             | 118 х 188 х 8,5 mm             | 130 × 190 × 13 mm              | 132 х 182 х 10,6 mm      | 132 х 182 х 10,6 mm          | 193 х 263 х 11,5 mm        | 193 х 263 х 11,5 mm          | 175 х 114,5 х 9,5 mm | 175 х 114,5 х 9,5 mm | 174,4 х 114,6 х 8,3 mm | 174,4 х 114,6 х 8,3 mm | 161,3 × 108 × 8 mm                                                                                 | 113,5 × 175 × 9 mm                                                                                     | 113,5 × 175 × 9 mm                                                                                     | | 195 × 136,5 × 8 mm |
| Gewicht                  | 180 g (ohne Deckel 150 g)     | 174 g                          | 280 g                          | 250 g                    | 280 g                        | 530 g                      | 581 g                        | 195 g | 198 g | 208 g | 208 g | 155 g                                                                                              | 180 g                                                                                                  | 180 g                                                                                                  | 155 g | 225 g |
| Bildschirmdiagonale      | 12,7 cm (5,0 Zoll)            | 15,3 cm (6,0 Zoll)             | 15,3 cm (6,0 Zoll)             | 15,3 cm (6,0 Zoll)       | 15,3 cm (6,0 Zoll)           | 24,7 cm (9,7 Zoll)         | 24,7 cm (9,7 Zoll)           | 15,24 cm (6 Zoll) | 15,24 cm (6 Zoll) | 15,24 cm (6 Zoll) | 15,24 cm (6 Zoll) | 6 Zoll                                                                                             | 15,3 cm (6,0 Zoll)                                                                                     | 15,3 cm (6,0 Zoll)                                                                                     | | 19,8 cm (7,8 Zoll) |
| Bildschirmauflösung      | 600 × 800 Pixel (200 dpi)     | 600 × 800 (166 dpi)            | 600 × 800 (166 dpi)            | 600 × 800 (166 dpi)      | 600 × 800 (166 dpi)          | 1200 × 825 Pixel (150 dpi) | 1200 × 825 Pixel (150 dpi)   | 600 × 800 (166 dpi) | 1024 × 758 Pixel (212 dpi) | 1024 × 758 Pixel (212 dpi) | 1024 × 758 Pixel (212 dpi) | 1024 × 758 Pixel (212 dpi)                                                                         | 1072 × 1448 Pixel (300 dpi)                                                                            | 1072 × 1448 Pixel (300 dpi)                                                                            | | 1404 × 1872 |
| Graustufen               | 16                            | 16                             | 16                             | 16 (4 für Text)          | 16 (4 für Text)              | 16 (4 für Text)            | 16 (4 für Text)              | 16 | 16 | 16 | 16 | 16                                                                                                 | 16 | 16 | 16 | 16 |
| Vordergrundbeleuchtung   | nein                          | nein                           | nein                           | nein                     | nein                         | nein                       | nein                         | nein | ja | ja | ja | ja                                                                                                 | ja | ja | | ja |
| Bildschirm-Typ           | VIZPLEX                       | VIZPLEX                        | VIZPLEX                        | VIZPLEX                  | VIZPLEX                      | VIZPLEX                    | VIZPLEX                      | E-ink Pearl | E-ink Pearl HD | E-ink Pearl HD | E-ink Carta | E-ink Carta                                                                                        | E-ink Carta                                                                                            | E-ink Carta                                                                                            | E-ink Carta                                                                                              | E-ink Carta |
| Besonderheiten           | Beschleunigungssensor         | MP3-Player                     | MP3-Player, G-Sensor           | MP3-Player, G-Sensor     | MP3-Player, G-Sensor         | MP3-Player, G-Sensor       | MP3-Player, G-Sensor         | ReadRate, Text-to-Speech, Wörterbücher, Audio-Player, Browser, Kalender, Rechner, Spiele, Handschriftliche Notizen, Bibliothek. Touchscreen (Kapazitive Multisensor) | ReadRate, Text-to-Speech, Wörterbücher, Audio-Player, Browser, Kalender, Rechner, Spiele, Handschriftliche Notizen, Bibliothek. Touchscreen (Kapazitive Multisensor) | ReadRate, Wörterbücher, Browser, Kalender, Rechner, Spiele, Handschriftliche Notizen, Bibliothek, Touchscreen (Kapazitive Multisensor) | Dropbox, Send-to-PocketBook, PocketBook Sync, ReadRate, RSS News, Scribble, Browser, PocketBook Fotoalbum, Notizen, Book Store, Rechner, Kalender mit Uhr, Wörterbücher, Klondike, Sudoku, Schach | | | | | PocketBook Cloud, ReadRate, Dropbox, Send-to-PocketBook, E-Book-Shop, Bibliothek, Wörterbuch, Browser, Hörbücher, Musikplayer, Galerie, Taschenrechner, Notizen, RSS News, Klondike, Schach, Scribble, Sudoku, wassergeschützt gegen Eintauchen > 1 m Tiefe (IPx8) |
| Speicher                 | 64 MB RAM / 512 MB Flash      | 64 MB RAM / 512 MB Flash       | 64 MB RAM / 1 GB Flash         | 256 MB RAM / 2 GB Flash  | 256 MB RAM / 2 GB Flash      | 256 MB RAM / 2 GB Flash    | 256 MB RAM / 2 GB Flash      | 128 MB RAM / 2 GB Flash | 128 MB RAM / 4 GB Flash | 256 MB RAM / 4 GB Flash | 256 MB RAM / 4 GB Flash | 512 MB RAM / 8 GB Flash                                                                            | 512 MB RAM / 8 GB Flash                                                                                | 512 MB RAM / 8 GB Flash                                                                                | 512 MB RAM / 16 GB Flash                                                                                 | 1 GB RAM / 16 GB Flash |
| Speicherkartensteckplatz | micro SD / microSDHC          | SD / SDHC                      | microSD / microSDHC            | microSD / microSDHC      | microSD / microSDHC          | microSD / microSDHC        | microSD / microSDHC          | microSD | microSD (bis zu 32 GB) | microSD (bis zu 32 GB) | microSD (bis zu 32 GB) | microSD (maximal 32 GB)                                                                            | microSD / SDHC (bis zu 32 GB)                                                                          | microSD / SDHC (bis zu 32 GB)                                                                          | keine Erweiterbarkeit                                                                                    | keine Erweiterbarkeit |
| Prozessor                | Samsung S3C2440 AL-40 400 MHz | Samsung S3C2440 A L-40 400 MHz | Samsung S3C2440 A L-40 400 MHz | Samsung S3C6410 533 MHz  | Samsung S3C6410 533 MHz      | Samsung S3C6410 533 MHz    | Samsung S3C6410 533 MHz      | 800 MHz | Freescale 800 MHz | 1 GHz | 1 GHz | 1 GHz                                                                                              | Freescale i.MX 6Solo Lite 1GHz                                                                         | Freescale i.MX 6Solo Lite 1GHz                                                                         | Dual Core (2 × 1 GHz)                                                                                    | Dual Core (2×1 GHz) |
| Schnittstellen           | USB 2.0                       | USB 2.0                        | USB 2.0, Bluetooth, WLAN       | USB 2.0, Bluetooth, WLAN | USB 2.0, Bluetooth, WLAN, 3G | USB 2.0, Bluetooth, WLAN   | USB 2.0, Bluetooth, WLAN, 3G | Micro-USB, WLAN, Audio Out (3,5 mm) | Micro-USB, WLAN, Audio Out (3,5 mm) | Micro-USB, WLAN (Wi-Fi 802.11 b/g/n)                                                                                                   | Micro-USB, WLAN (Wi-Fi 802.11 b/g/n) | Wi-Fi (802.11 b/g/n)                                                                               | Micro-USB, WLAN (Wi-Fi 802.11 b/g/n), Audio Out (3,5 mm)                                               | Micro-USB, WLAN (Wi-Fi 802.11 b/g/n), Audio Out (3,5 mm)                                               | Micro-USB, Bluetooth, WLAN (Wi-Fi 802.11 b/g/n)                                                          | Micro-USB, Bluetooth, WLAN (Wi-Fi 802.11 b/g/n), Audio Out (3,5 mm) über Micro-USB-Audioadapter (im Lieferumfang) |
| Formate                  | ?                             | ?                              | ?                              | ?                        | ?                            | ?                          | ?                            | ? | PDF, PDF(DRM), EPUB, EPUB(DRM), DJVU, FB2, FB2.ZIP, DOC, DOCX, RTF, PRC, TXT, CHM, HTM, HTML, MOBI, ACSM, TCR                                                        | ? | ? | PDF, PDF(DRM), EPUB, EPUB(DRM), DJVU, FB2, FB2.ZIP, DOC, DOCX, RTF, PRC, TXT, CHM, HTM, HTML, MOBI | PDF, EPUB, PDF DRM, EPUB DRM, TXT, FB2, FB2.zip, RTF, HTML, HTM, CHM, DJVU, DOC, DOCX, PRC, MOBI, ACSM | PDF, EPUB, PDF DRM, EPUB DRM, TXT, FB2, FB2.zip, RTF, HTML, HTM, CHM, DJVU, DOC, DOCX, PRC, MOBI, ACSM | PDF, PDF(DRM), EPUB, EPUB(DRM), DJVU, FB2, FB2.ZIP, DOC, DOCX, RTF, PRC, TXT, CHM, HTM, HTML, MOBI, ACSM | PDF, PDF (DRM), EPUB, EPUB(DRM), DJVU, FB2, FB2.ZIP, DOC, DOCX, RTF, PRC, TXT, CHM, HTM, HTML, MOBI, ACSM, CBR, CBZ |

## Besonderheiten
Das System wird als besonders offen propagiert und steht unter der GPL-Lizenz. Nach einigen Anfangsschwierigkeiten haben die Entwickler den Quellcode und ein SDK zum Download zur Verfügung gestellt. Der Austausch des Kernels gegen ein offenes System wird durch die Verwendung von kryptographischen Signaturen unterbunden.